# IC 2142
IC 2142 ist eine spiralförmige Zwerggalaxie vom Hubble-Typ Sc im Sternbild Tafelberg am Südsternhimmel. Sie ist schätzungsweise 70 Millionen Lichtjahre von der Milchstraße entfernt und hat einen Durchmesser von etwa 15.000 Lj.
Das Objekt wurde am 18. Dezember 1900 von dem US-amerikanischen Astronomen DeLisle Stewart entdeckt.